# Per Olof Lindblad
Per Olof Lindblad, född 22 oktober 1927 i Uppsala, död 22 januari 2025 i Saltsjöbadens distrikt, var en svensk astronom och son till astronomen Bertil Lindblad.

## Biografi
Lindblad var professor vid Vetenskapsakademin 1966–1973 och professor vid Stockholms universitet 1973–1993. 
Han genomförde tidigt datorsimuleringar för att pröva Bertil Lindblads teori för uppkomsten av spiralstrukturen i spiralgalaxer, och studerade sedan Vintergatans och andra galaxers struktur och dynamik. Lindblad är gravsatt på Skogsö kyrkogård.

## Utmärkelser
- Asteroiden 4043 Perolof är uppkallad efter honom.[4]
- Riddare av Kungl. Nordstjärneorden (RNO) 1971